# 兰州府

兰州府在甘肃省的位置（1820年）

兰州府，清朝乾隆时设置的府。评价：冲，繁，难。
乾隆三年（1738年）临洮府移治，改为兰州府，治所在皋兰县（今甘肃省兰州市），为甘肃省会。下领：两州（狄道州、河州），四县（皋兰县、金县、渭源县、靖远县），辖境约今甘肃省兰州、皋兰、榆中、临洮、临夏、渭源、夏河、靖远等市县地。民国初年，全国废府州厅改县，于1913年废。